# Корисні копалини Італії
Корисні копалини Італії.

## Загальна характеристика
Італія слабо забезпечена сировинними і енергетичними ресурсами. Є руди марганцю, цинку, свинцю, стибію, бокситів, небагато нафти і вугілля, золота та інш. (табл.).
Таблиця. — Основні корисні копалини Італії станом на 1984—2016 рр.
| Корисні копалини                           | Запаси       | Запаси   | Вміст корисного компоненту в рудах, % | Частка у світі, % |
| Корисні копалини                           | Підтверджені | Загальні | Вміст корисного компоненту в рудах, % | Частка у світі, % |
| Боксити, млн т                             | 70           | 90       | 64 (Al2O3)                            | 0,3               |
| Барит, тис. т                              | 2000         | 2000     | 35-65 (BaSO4)                         | 0,6               |
| Залізні руди, млн т                        | 40           | 120      | 44                                    |                   |
| Золото, т                                  | 9            | 24       | 5,8 г/т                               |                   |
| Калійні солі, млн т (в перерахунку на К2О) | 20           | 40       | 11 (К2О)                              | 0,3               |
| Марганцеві руди, млн т                     | 1            | 2        | 30 (Mn)                               |                   |
| Мідь, тис. т                               | 25           | 55       | 0,5                                   |                   |
| Нафта, млн т                               | 85,2         |          |                                       | 0,1               |
| Плавиковий шпат, млн т                     | 6            | 7        | 41 (CaF2)                             | 3,2               |
| Природний горючий газ, млрд м3             | 300          |          |                                       | 0,2               |
| Свинець, тис. т                            | 466          | 764      | 1,4                                   | 0,4               |
| Срібло, т                                  | 2000         | 3000     | 200 г/т                               | 0,4               |
| Вугілля, млн т                             | 75           | 377      |                                       |                   |
| Ртуть, тис. т                              | 12           |          | 0,45-0,75                             |                   |
| Цинк, тис. т                               | 1427         | 2027     | 4,2                                   | 0,5               |
| Уран, тис. т                               | 4,8          | 4,8      | 0,07                                  | 0,2               |
| Олово, тис. т                              | 4            |          |                                       |                   |

## Окремі види корисних копалин
Родовища нафти і газу розташовані в Адріатично-Іонічному і Сицилійському нафтогазоносних басейнах. Запаси нафти невеликі і розташовуються головним чином в Сицилії і на Півдні Італії. Доведені запаси нафти — близько 90 млн т, газу — близько 300 млрд м³. Найбільше родовище — Малосса в Ломбардії (запаси нафти — 40 млн т, газу 50 млрд м³). У Сицилійському басейні продуктивні пісковики неогену та палеогену, вапняки тріасу та неогену.
Вугілля. Підтверджені запаси вугілля в Італії незначні — близько 75 млн т. Вугілля буре та кам'яне. Основні родовища локалізуються в трьох зонах: кам'яне вугілля карбону — в Альпах (район Аости), на північному заході Італії, бурого вугілля кайнозою — в зоні перегірських западин Апеннін та на о. Сардинія.
Уран. Основна частина уранових руд розташована в пров. Бергамо (район Новаццо). Родовища знаходяться в осадах пермі.
Залізо. Запаси залізних руд зосереджені в районах: Тоскано-Ельбанському, на о. Сардинія і в Альпах. Відомо понад 20 залізорудних родовищ. Більшість з них дрібні.
Марганець. За запасами марганцевих руд Італія займає помітне місце в Західній Європі. Зустрічаються скарнові, гідротермальні і осадові родовища. Особливо високий вміст Mn зафіксовано у залізо-марганцевому родовищі Монте-Арджентаріо (область Тоскана) — 14-15 %.
Боксити. За запасами бокситів Італія займає 5-е місце в Західній Європі — після Греції, Угорщини, Боснії та Герцеговини, Югославії (1999). Вміст глинозему в бокситах 40-58 %, кремнезему 2-6 %, оксиду заліза 27-36 %. Всі родовища бокситів розташовані в Альпійській складчастій області, в карстових западинах областей Абруцці і Апулія. Бокситоносні горизонти належать до верхньої крейди. Основний рудний мінерал — бьоміт.
Мідь. Основні родовища мідних руд (до ~60 тис. т металу) зосереджені в області Тоскана і в центральній частині Сардинії. Родовища бідні, з невеликими запасами і низьким вмістом металу (0,3-0,7 %). Більша частина родовищ міді колчеданного типу і пов'язана з герцинською складчастістю.
Олово. Єдине родовище олов'яних руд в Італії — Монте-Валеріо (Тоскана). Воно належить до пневматоліт-гідротермального типу; пов'язане з кислими магматичними породами міоцен-пліоцену. Промислові руди (близько 4000 т) утворюють стратиформні тіла і штокверки.
Ртуть. За запасами ртутних руд Італія займає помітне місце серед країн Західної Єврони (близько 16 % доведених запасів цих країн). Всі запаси ртуті в Італії зосереджені у Тоскані, у родовищах групи Монте-Аміата. Родовища залягають серед тріас-еоценових осадових товщ, які утворюють антиклінальную структуру. Мінеральний склад руд: кіновар, самородна ртуть, пірит, марказит і антимоніт. Ресурси — 69 тис. т (1998). Вміст ртуті 0,3-0,9 %.
Стибій. За запасами сурм'яних руд Італія займає 1-е місце в Західній Європі (доведені запаси — понад 100 тис. т металу). Родовища розташовані на о. Сардинія і в області Тоскана, асоціюють з родовищами ртуті.
Поліметали. Основні родовища свинцевих і цинкових руд розташовані на о. Сардинія і в Північних Альпах. На о. Сардинія гідротермальні поліметалічні родовища зустрічаються у вапняках серед кембрійських сланців та пісковиків і в силурійських сланцях та гранітах. Руди представлені ґаленітом з високим вмістом Ag — до 400 г/т. В Альпах поліметалічні родовища приурочені до вапняків та доломітів третинного віку.
Калійні солі. За запасами калійних солей Італія займає помітне місце в Західній Європі. На о. Сицилія (Сицилійське родовище калійних солей) промислові зони представлені каїнітом і містять понад 13 % К2О. Ресурси каїніту оцінюються в 150 млн т. У міоценових відкладах Сардинії і Калабрії є поклади кам'яної солі, розсоли (Тоскана).
Сірка. Великі родовища сірки (загальні запаси — 20 млн т) разом з гіпсом відомі на о. Сицилія у вапняково-глинистій неогеновій товщі.
Барит. За запасами бариту країна разом з Францією посідає 3-4-е місце в Західній Європі. Переважають жильні родовища з вмістом бариту в руді 30-70 %. Барит асоціює з флюоритом і ґаленітом. Основні родовища розташовані на о. Сардинія.
Флюорит утворює численні родовища (оціночні ресурси близько 16 млн т) різноманітні за своїм генезисом, типом мінералізації і умовами залягання. Вони розташовані в 4 районах: Трентіно-Альто-Адідже, Бергамо, на Сардинії (найбільше у світі родовище Сіліус), в районі оз. Браччано.
Азбест. Родовища азбесту розташовані поблизу Туріна (запаси хризотилу близько 4,5 млн т). У великому родовищі Баланджеро руда представлена хризотил-азбестом.
Тальк. Родовища тальку зустрічаються в Пінероло і на о. Сардинія. Талькові жили, складені слюдою, доломітом, тальком, залягають на глибині 200–500 м.
Пірит. Основні родовища піриту зосереджені в районі Маремми (Тоскана). Серед них найбільше родовище — Гаворрано, розміри рудного покладу 420×120 м, глибина залягання — 200 м.
Бентоніт. Італія багата на поклади бентоніту. На о. Сардинія виділяються 3 зони його розвитку: в провінціях Сассарі і Кальярі, а також в центральній частині острова.
Запаси мармуру, граніту, травертину відомі у багатьох областях Італії: в Ломбардії, на Сардинії, в П'ємонті, Тіволі і Раполано, на Сицилії. Найважливіше родовище облицювального і скульптурного мармуру Італії — Каррара, де залягає знаменитий білий «сакхаритський» мармур таких типів, як «статуарі», «бардільї», «брекчія», «арабескаті» та ін.
Інші корисні копалини. В Італії є крупні родовища коалінів, графіту, джерела мінеральних і гарячих вод.